# 和田英一
和田 英一（わだ えいいち、1931年6月1日 - ）は、日本のコンピュータ科学者（情報科学者）。東京大学名誉教授、現IIJ技術研究所研究顧問。

## 経歴
私立武蔵高校卒業。東京大学理学部物理学科を1955年に卒業。研究室配属で高橋秀俊のもとにつき、当時同研究室により研究開発されていたパラメトロンコンピュータにおいて、イニシアルオーダー「R0」など多数のプログラムを書いてもいる。R0 において、コード片の一部でプログラムの本体の一部と変換テーブルを兼用させるなどしてサイズ圧縮を実現したことなどは、「日本初のハッカー作品」と称される所以である。工学博士の学位を取得。
1973年から1974年までマサチューセッツ工科大学の准教授を務めた。その時のサスマンとの縁などから、のちに、コンピュータ科学の専門過程への入門的教科書『計算機プログラムの構造と解釈』第二版（ピアソン版）を翻訳する。翻訳では他に、『やさしいコンピュータ科学』や、ドナルド・クヌースの『The Art of Computer Programming』の新訳版（アスキー版）の監訳、といった仕事がある。
1964年東京大学助教授、1977年に同教授。東京大学工学部計数工学科数理工学コース、および東京大学大学院工学系研究科情報工学専攻にて研究と学生の指導に従事。研究室からの成果は数多いが、一例としては、近山隆らによるLISP処理系「UtiLisp」や、日本におけるインターネットの発展をまさにその創成期（1980年代前半）から見守り、後のインターネット上電子メールの日本語の取り扱いの標準につながるJUNET漢字コードの解説文書を書き普及させたこと、などが知られる。
「和田研」の名を、ひところのコンピュータ利用者に知らしめているものとしては、1990年ごろから大学院生の田中哲朗らにより開発されたいわゆる「和田研フォント」がある。いわゆるjiskan24をベースとしたスケルトンから、補助漢字など半自動生成により12156字もの漢字フォントを生成するもので、その生成結果であるフォントの配布を無償で行った。いわゆる「IPAフォント」以前はほぼ唯一の、アウトラインフォントでオリジネータが自由な利用を希望するような表明があったフォントであったため、そのようなフォントが欲されていたLinux環境など多くに広まった。
1992年の同学退職後も、情報処理学会などを通して日本のコンピュータ関連学界や業界に多く貢献し、1992年から2002年まで富士通研究所に所属、2002年からは、IIJ技術研究所の所属である。パソコンユーザーに知られているものとしては、1992年の提言「けん盤配列にも大いなる関心を」がきっかけとなり、1995年よりPFU研究所が主体となって開発された、Happy Hacking Keyboard（HHKB）シリーズなどがある。

## 趣味
鉄道関係に関しての趣味を持つ。